# 鬼瓦 (狂言)
鬼瓦（おにがわら）は狂言の演目。
鬼瓦の様子を語る部分が笑いのポイントである本作だが、大蔵流の比較的簡潔な説明に対して和泉流では詳細な説明（御堂の細かな構造や、鬼瓦の鼻を猿田彦に例えるなど）が行なわれるといった違いが見られるという。また、本作では最後に登場人物が大笑いをして終わる「笑い留め」という形式になっている。

## 登場人物
- シテ：大名（主）
- アド：太郎冠者

## あらすじ
訴訟のため3年近くも都暮らしをしていた大名は、訴えが勝訴となり新たな領地を得た上に国元への帰参が許されたことから、太郎冠者を引き連れて日頃から参拝していた因幡堂の薬師如来に御礼参りに訪れる。

帰国したら御堂を建てて薬師如来を祀ろうと話しながら因幡堂の造りなどを見て回る主従であったが、破風の上にある鬼瓦を見た大名は突然泣き出した。冠者が驚いて理由を尋ねると大名は「鬼瓦の顔を見て故郷で待つ妻の顔を思い出した」と語る。「鬼瓦の団栗眼や団子鼻、口の大きな様が妻に生き写し」などと語りながらなおも泣く主であったが、「目出度い旅立ちに涙は不要」という冠者の言葉に大名は機嫌を直して、主従は大笑いする。